# Malaio ambonês
O malaio ambonês é uma língua crioula de base malaia que tem sido evidente desde o século XVII. Ela foi levada por comerciantes da parte ocidental da Indonésia, em seguida, desenvolvida quando o Império Neerlandês colonizaram as ilhas Molucas. Este foi o primeiro exemplo da transliteração do malaio em alfabeto latino, e usado como uma ferramenta dos missionários na Indonésia Oriental. O malaio foi ensinado nas escolas e igrejas em Ambão, e, por isso, tornou-se uma língua franca em Ambão e seus arredores.
Os falantes nativos cristãos usam o malaio ambonês como língua materna, enquanto os muçulmanos falam como segunda língua como eles têm sua própria língua. Os muçulmanos da ilha de Ambão particularmente vivem em diversas áreas no município de Ambão, dominante em Salahutu e na península de Leihitu. Enquanto nas ilhas Lease (pronúncia: lê-a-sê), a comunidade cristã de língua ambonesa é dominante na parte ilhas Haruku, Saparua e Nusa Laut. O crioulo malaio ambonês também tornou-se língua franca em Buru, Ceram, Geser-Gorom e sudoeste das ilhas Molucas, embora com diferentes sotaques.
O malaio ambonês é baseado no malaio com grandes influências do português (cerca de 350 termos de origem portuguesa) e do neerlandês, ambos são línguas europeias, bem como os vocabulários ou estruturas gramaticais de línguas nativas da região. O malaio ambonês é famoso por seu sotaque melodioso. Muçulmanos e cristãos falantes tendem a fazer escolhas diferentes no vocabulário.